# Katrin Ottarsdóttir
Katrin Ottarsdóttir (Tórshavn, 1957. május 22. –) feröeri filmrendező.

## Pályafutása
1976-1982-ig a koppenhágai filmiskola hallgatója volt. 1989-ben megkapta a skandináv filmintézetek díját a lübecki skandináv filmnapokon az Atlantic Rhapsody című filmért, amely az első feröeri játékfilm volt. Ezt követte 1999-ben a Bye Bye Bluebird című road movie, melyben lánya, Hildigunn Eydfinnsdóttir is szerepelt; ez utóbbit dán forrásokból finanszírozták.

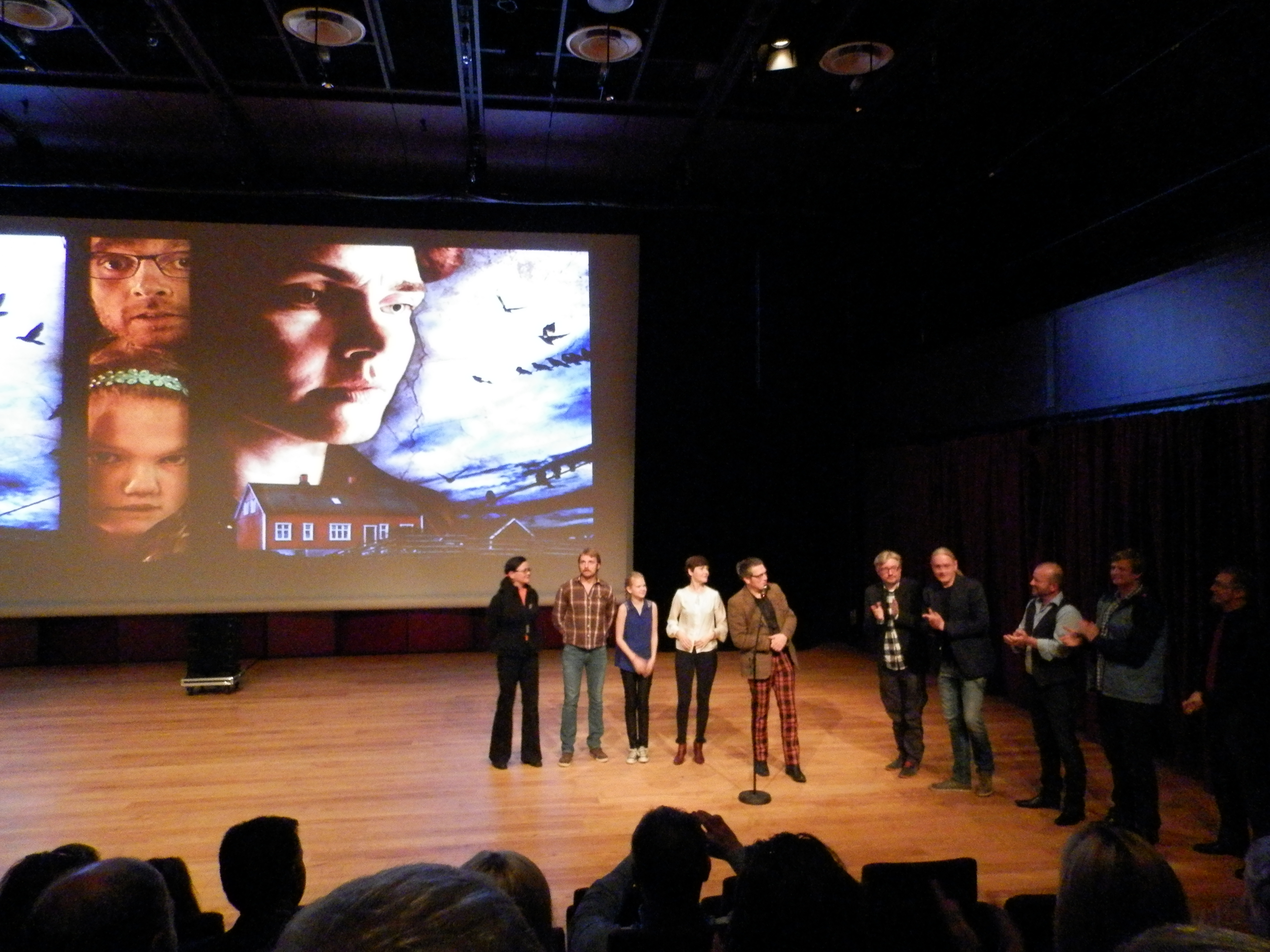
A Ludo bemutatója 2014-ben Tórshavnban

Legfrissebb műve egy trilógia, amely három feröeri művészt mutat be. 2010 májusában az izlandi dokumentumfilm-szemle díszvendége volt, ahol bemutatták ezt a három dokumentumfilmet is.

## Filmográfia
- Atlantic Rhapsody - 52 myndir úr Tórshavn (1989)
- Hannis (1991)
- Ævintýri á Norðurslóðum (1992) (a Hannis című rész)
- Manden der fik lov at gå (1995)
- Bye Bye Bluebird / Bye Bye Blue Bird (1999)
- No One Can Achieve Perfection / Einginn kann gera tad perfekta (2008)
- A Line a Day Must Be Enough! / Ein regla um dagin má vera nokk! (2008)
- Steps Grow Out of Words / Sporini vaksa úr orðum (2009)